# Phoenix Suns 2018-2019
La stagione 2018-2019 dei Phoenix Suns è stata la 51ª stagione della franchigia nella NBA.

## Draft
| Giro | Scelta | Giocatore     | Ruolo | Nazionalità            | Università/Squadra |
| ---- | ------ | ------------- | ----- | ---------------------- | ------------------ |
| 1    | 1      | Deandre Ayton | C     | Bahamas (bandiera)     | Arizona Wildcats   |
| 1    | 10     | Mikal Bridges | AP    | Stati Uniti (bandiera) | Villanova Wildcats |
| 2    | 31     | Élie Okobo    | PM    | Francia (bandiera)     | Pau-Lacq-Orthez    |
| 2    | 59     | George King   | G     | Stati Uniti (bandiera) | Colorado Buffaloes |

## Roster
| \| Pos. \| Num. \| Naz. \| Nome \| Altezza \| Peso \| Data nascita \| Provenienza \| \| ---- \| ---- \| ---------------------- \| ------------------ \| ------- \| ------ \| ------------ \| --------------------- \| \| AG \| 35 \| Croazia (bandiera) \| Bender, Dragan \| 216 cm \| 102 kg \| 17-11-1997 \| Croazia \| \| G \| 1 \| Stati Uniti (bandiera) \| Booker, Devin (C) \| 198 cm \| 95 kg \| 30-10-1996 \| Kentucky \| \| C \| 22 \| Bahamas (bandiera) \| Ayton, Deandre \| 216 cm \| 113 kg \| 23-07-1998 \| Arizona \| \| G \| 14 \| Stati Uniti (bandiera) \| Melton, De'Anthony \| 193 cm \| 91 kg \| 28-05-1998 \| Southern California \| \| G \| 30 \| Stati Uniti (bandiera) \| Daniels, Troy \| 193 cm \| 93 kg \| 15-07-1991 \| Virginia Commonwealth \| \| AP \| 3 \| Stati Uniti (bandiera) \| Oubre, Kelly \| 201 cm \| 93 kg \| 09-12-1995 \| Kansas \| \| G \| 16 \| Stati Uniti (bandiera) \| Johnson, Tyler \| 193 cm \| 86 kg \| 05-07-1992 \| Fresno State \| \| G/AP \| 23 \| Stati Uniti (bandiera) \| House, Danuel \| 201 cm \| 100 kg \| 07-06-1993 \| Texas A&M \| \| AP \| 20 \| Stati Uniti (bandiera) \| Jackson, Josh \| 203 cm \| 91 kg \| 10-02-1997 \| Kansas \| \| G \| 11 \| Stati Uniti (bandiera) \| Crawford, Jamal \| 196 cm \| 84 kg \| 20-03-1980 \| Michigan \| \| AG/C \| 21 \| Stati Uniti (bandiera) \| Holmes, Richaun \| 208 cm \| 107 kg \| 10-10-1993 \| Bowling Green \| \| P \| 2 \| Francia (bandiera) \| Okobo, Élie \| 188 cm \| 86 kg \| 23-10-1997 \| Francia \| \| AP \| 25 \| Stati Uniti (bandiera) \| Bridges, Mikal \| 201 cm \| 95 kg \| 30-08-1996 \| Villanova \| \| G \| 32 \| Stati Uniti (bandiera) \| Fredette, Jimmer \| 188 cm \| 88 kg \| 25-02-1989 \| Brigham Young \| \| G \| 8 \| Stati Uniti (bandiera) \| King, George (TW) \| 198 cm \| 100 kg \| 15-01-1994 \| Colorado \| \| AP \| 12 \| Stati Uniti (bandiera) \| Warren, T.J. \| 203 cm \| 98 kg \| 05-09-1993 \| North Carolina State \| \| AG \| 26 \| Stati Uniti (bandiera) \| Spalding, Ray \| 208 cm \| 102 kg \| 11-03-1997 \| Louisville \| | Allenatore - Igor Kokoškov Assistente/i - Joe Prunty - Corliss Williamson - Cody Toppert - Jamelle McMillan - Jason Staudt - Brady Howe - Devin Smith Legenda - (C) Capitano - (FA) Free agent - (S) Sospeso - (TW) Contratto Two-way - (GL) Assegnato a squadra G League affiliata - Infortunato Roster • Transazioni |                        |                    |         |        |              |                       |
| Pos. | Num. | Naz.                   | Nome               | Altezza | Peso   | Data nascita | Provenienza           |
| AG | 35 | Croazia (bandiera)     | Bender, Dragan     | 216 cm  | 102 kg | 17-11-1997   | Croazia               |
| G | 1 | Stati Uniti (bandiera) | Booker, Devin (C)  | 198 cm  | 95 kg  | 30-10-1996   | Kentucky              |
| C | 22 | Bahamas (bandiera)     | Ayton, Deandre     | 216 cm  | 113 kg | 23-07-1998   | Arizona               |
| G | 14 | Stati Uniti (bandiera) | Melton, De'Anthony | 193 cm  | 91 kg  | 28-05-1998   | Southern California   |
| G | 30 | Stati Uniti (bandiera) | Daniels, Troy      | 193 cm  | 93 kg  | 15-07-1991   | Virginia Commonwealth |
| AP | 3 | Stati Uniti (bandiera) | Oubre, Kelly       | 201 cm  | 93 kg  | 09-12-1995   | Kansas                |
| G | 16 | Stati Uniti (bandiera) | Johnson, Tyler     | 193 cm  | 86 kg  | 05-07-1992   | Fresno State          |
| G/AP | 23 | Stati Uniti (bandiera) | House, Danuel      | 201 cm  | 100 kg | 07-06-1993   | Texas A&M             |
| AP | 20 | Stati Uniti (bandiera) | Jackson, Josh      | 203 cm  | 91 kg  | 10-02-1997   | Kansas                |
| G | 11 | Stati Uniti (bandiera) | Crawford, Jamal    | 196 cm  | 84 kg  | 20-03-1980   | Michigan              |
| AG/C | 21 | Stati Uniti (bandiera) | Holmes, Richaun    | 208 cm  | 107 kg | 10-10-1993   | Bowling Green         |
| P | 2 | Francia (bandiera)     | Okobo, Élie        | 188 cm  | 86 kg  | 23-10-1997   | Francia               |
| AP | 25 | Stati Uniti (bandiera) | Bridges, Mikal     | 201 cm  | 95 kg  | 30-08-1996   | Villanova             |
| G | 32 | Stati Uniti (bandiera) | Fredette, Jimmer   | 188 cm  | 88 kg  | 25-02-1989   | Brigham Young         |
| G | 8 | Stati Uniti (bandiera) | King, George (TW)  | 198 cm  | 100 kg | 15-01-1994   | Colorado              |
| AP | 12 | Stati Uniti (bandiera) | Warren, T.J.       | 203 cm  | 98 kg  | 05-09-1993   | North Carolina State  |
| AG | 26 | Stati Uniti (bandiera) | Spalding, Ray      | 208 cm  | 102 kg | 11-03-1997   | Louisville            |

## Classifiche

### Pacific Division
| Pacific Division  | V  | S  | V%   | PR   | Casa  | Trasf | Div  | PG |
| ----------------- | -- | -- | ---- | ---- | ----- | ----- | ---- | -- |
| c – G.S. Warriors | 57 | 25 | .695 | 0,0  | 30-11 | 27-14 | 13-3 | 82 |
| x – L.A. Clippers | 48 | 34 | .585 | 9,0  | 26-15 | 22-19 | 11-5 | 82 |
| Sacramento Kings  | 39 | 43 | .476 | 18,0 | 24-17 | 15-26 | 4-12 | 82 |
| L.A. Lakers       | 37 | 45 | .451 | 20,0 | 22-19 | 15-26 | 9-7  | 82 |
| Phoenix Suns      | 19 | 63 | .232 | 38,0 | 12-29 | 7-34  | 3-13 | 82 |

### Western Conference
| Western Conference | Western Conference      | Western Conference | Western Conference | Western Conference | Western Conference | Western Conference |
| #                  | Squadra                 | V                  | S                  | V%                 | PR                 | PG                 |
| ------------------ | ----------------------- | ------------------ | ------------------ | ------------------ | ------------------ | ------------------ |
| 1                  | c – G.S. Warriors       | 57                 | 25                 | .695               | –                  | 82                 |
| 2                  | y – Denver Nuggets      | 54                 | 28                 | .659               | 3,0                | 82                 |
| 3                  | x – Portland T. Blazers | 53                 | 29                 | .646               | 4,0                | 82                 |
| 4                  | y – Houston Rockets     | 53                 | 29                 | .646               | 4,0                | 82                 |
| 5                  | x – Utah Jazz           | 50                 | 32                 | .610               | 7,0                | 82                 |
| 6                  | x – Oklahoma Thunder    | 49                 | 33                 | .598               | 8,0                | 82                 |
| 7                  | x – San Antonio Spurs   | 48                 | 34                 | .585               | 9,0                | 82                 |
| 8                  | x – L.A. Clippers       | 48                 | 34                 | .585               | 9,0                | 82                 |
|                    |                         |                    |                    |                    |                    |                    |
| 9                  | Sacramento Kings        | 39                 | 43                 | .476               | 18,0               | 82                 |
| 10                 | L.A. Lakers             | 37                 | 45                 | .451               | 20,0               | 82                 |
| 11                 | Minnesota T'wolves      | 36                 | 46                 | .439               | 21,0               | 82                 |
| 12                 | Memphis Grizzlies       | 33                 | 49                 | .402               | 24,0               | 82                 |
| 13                 | N.O. Pelicans           | 33                 | 49                 | .402               | 24,0               | 82                 |
| 14                 | Dallas Mavericks        | 33                 | 49                 | .402               | 24,0               | 82                 |
| 15                 | Phoenix Suns            | 19                 | 63                 | .232               | 38,0               | 82                 |

## Mercato

### Free Agency

#### Prolungamenti contrattuali
| Giocatore    | Contratto           |
| ------------ | ------------------- |
| Devin Booker | 5 anni/$158 milioni |

#### Acquisti
| Giocatore       | Contratto                               | Provenienza        |
| --------------- | --------------------------------------- | ------------------ |
| Trevor Ariza    | 1 anno/$15 milioni                      | Houston Rockets    |
| Jamal Crawford  | 1 anno/$2,4 milioni                     | Minnesota T'wolves |
| Eric Moreland   | 1 anno/$1,1 milioni                     | Detroit Pistons    |
| Quincy Acy      | 10 giorni                               | Brooklyn Nets      |
| Emanuel Terry   | 10 giorni                               | S. Falls Skyforce  |
| Ray Spalding    | 10 giorni (Firmato) 2 anni/$1,6 milioni | Dallas Mavericks   |
| Jimmer Fredette | 2 anni/$2,2 milioni                     | Shanghai Sharks    |

#### Cessioni
| Giocatore          | Motivo     | Nuova squadra       |
| ------------------ | ---------- | ------------------- |
| Alex Len'          | Rilasciato | Atlanta Hawks       |
| Elfrid Payton      | Rilasciato | N.O. Pelicans       |
| Tyler Ulis         | Tagliato   | Chicago Bulls       |
| Alan Williams      | Tagliato   | Brooklyn Nets       |
| Alec Peters        | Rilasciato | CSKA Mosca          |
| Darrell Arthur     | Tagliato   | cestista svincolato |
| Shaquille Harrison | Tagliato   | Chicago Bulls       |
| Davon Reed         | Tagliato   | Indiana Pacers      |
| Tyson Chandler     | Tagliato   | L.A. Lakers         |
| Isaiah Canaan      | Tagliato   | Minnesota T'wolves  |
| Austin Rivers      | Tagliato   | Houston Rockets     |
| Eric Moreland      | Tagliato   | Toronto Raptors     |
| Quincy Acy         | Rilasciato | Texas Legends       |
| Emanuel Terry      | Rilasciato | S. Falls Skyforce   |
| Wayne Ellington    | Tagliato   | Detroit Pistons     |
| Jawun Evans        | Tagliato   | Oklahoma Thunder    |

### Scambi
| 21 giugno 2018   | Phoenix SunsDraft right per Mikal Bridges                             | Philadelphia 76ersDraft right per Zhaire Smith                                                                       |
| 20 luglio 2018   | Phoenix SunsDarrell Arthur da Brooklyn Richaun Holmes da Philadelphia | Brooklyn Nets Philadelphia 76ersJared Dudley Scelta 2º giro Draft 2021 a Brooklyn Cash considerations a Philadelphia |
| 31 agosto 2018   | Phoenix SunsRyan Anderson De'Anthony Melton                           | Houston RocketsBrandon Knight Marquese Chriss                                                                        |
| 17 dicembre 2018 | Phoenix SunsKelly Oubre Austin Rivers                                 | Wash. WizardsTrevor Ariza                                                                                            |
| 6 febbraio 2019  | Phoenix SunsTyler Johnson Wayne Ellington                             | Miami HeatRyan Anderson                                                                                              |